# 吉里迪
吉里迪（Giridih），是印度贾坎德邦Giridih县的一个城镇。总人口98569（2001年）。

## 人口
该地2001年总人口98569人，其中男性51774人，女性46795人；0—6岁人口14477人，其中男7483人，女6994人；识字率68.79%，其中男性为74.19%，女性为62.82%。